# Shō Hō
Shō Hō (尚豊 Thượng Phong,  1590-1640), là một vị vua của vương quốc Lưu Cầu. Ông kế vị Shō Nei, người đã phải đối mặt với việc phiên Satsuma của Nhật Bản xâm lược Lưu Cầu vào năm 1609 và chịu khuất phục trước phiên Satsuma, ông trị vì từ năm 1621 đến năm 1640.
Shō Hō là con trai thứ tư của Shō Kyū, đệ tam vương tử của vua Shō Gen. Năm 1616, ông được bổ nhiệm làm kokushō, một vị trí cao tương đương với tể tướng hay tham nghị hoàng gia, chức vụ ngày về sau được thay thế bằng nhiếp chính (sessei).
Ba năm sau, Shō Hō được phong làm Hoàng thân Nakagusuku và được trao chức gian thiết (magiri) Nakagusuku làm lãnh địa. Vua Shō Nei qua đời  trong khi không có người kế vị vào năm 1621, Shō Hō được chọn để lên ngôi. và trở thành vị vua đầu tiên lên ngôi kể từ sau cuộc xâm lược của Satsuma vào năm 1609. Việc chính thức chấp nhận và công nhận quyền lực và tính hợp pháp của nhà vua cần đến một lễ đăng quang, ông gửi sứ thần sang Trung Quốc xin sắc phong. Thêm vào đó, trong khi Shō Hō duy trì các quyền lực liên quan đến việc tổ chức cai trị và thi hành trừng phạt, cùng với tất cả các lễ nghi của vương vị, Shō Nei là vị vua cuối cùng của Lưu Cầu có thế cai trị cá nhân, trực tiếp, và hoàn toàn là một vị quân chủ. Hầu hết các quyết định và hành động của triều đình Shō Hō phải được sự chấp thuận của Satsuma.
Quan hệ với Trung Quốc cũng miễn cưỡng. Vào thời điểm bắt đầu thời kỳ trị vì của Shō Hō, các tàu triều cống của Lưu Cầu chỉ được chào đón ở Phúc Châu một lần trong mười năm. Triều đình nhà Minh giảm bớt số sứ thần triều cống sau cuộc xâm lược của Nhật Bản vào năm 1609, tuyên bố rằng điều này được thực hiện khi xét đến sự bất ổn cùng nghèo đói do những hỗn loạn của cuộc xâm lược mang lại cho vương quốc. Trên thực tế, các đoàn sứ thần triều cống là cách giao thương hợp pháp duy nhất với nhà Minh, rất cần thiết cho sự thịnh vượng của Lưu Cầu. Vì vậy, năm 1623, khi đoàn sứ thần sắc phong sang, các quan lại Lưu Cầu đã cố gắng thúc đẩy việc triều cống được tiến hành thường xuyên hơn; và quyết định cuối cùng là 5 năm một lần.
Sau hai mươi năm trị vì, Shō Hō qua đời vào năm 1640, kế vị là vương tử Shō Ken.